# Marele Unu Roșu
Marele Unu Roșu sau Mai presus decât gloria (titlu original: The Big Red One) este un film american epic de război  din 1980, scris și regizat de Samuel Fuller⁠(d) și cu Lee Marvin în rolul principal, alături de Mark Hamill, Robert Carradine, Siegfried Rauch, Bobby Di Cicco și Kelly Ward în alte roluri.
Bazat pe propriile experiențe ale lui Fuller, a fost produs independent cu un buget redus și filmat în Israel, ca o măsură de reducere a costurilor de producție. A fost tăiat puternic la lansarea sa inițială, dar o versiune restaurată, The Big Red One: The Reconstruction, a avut premiera la Festivalul de Film de la Cannes din 2004, la șapte ani după moartea lui Fuller. Fuller a scris o carte cu același titlu, care a fost mai mult un roman însoțitor decât o romanizare a filmului, deși conține multe dintre scenele care au fost tăiate inițial.

## Context

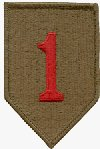
Emblemă a Diviziei 1 Infanterie a Armatei Statelor Unite

Fuller a fost un veteran al celui de-Al Doilea Război Mondial și a servit în Divizia 1 Infanterie, care este poreclită „The Big Red One” pentru cifra roșie „1” de pe emblema de umăr a diviziei. El a primit Steaua de Argint, Steaua de Bronz și Inima Purpurie în timpul serviciului său. A fost prezent la eliberarea lagărului de concentrare Falkenau din Cehia.

## Prezentare
Primul Război Mondial: în noiembrie 1918, un soldat al armatei Statelor Unite ucide un soldat al armatei germane care se preda, cu cuțitul său, crezând că totul este un truc. Când se întoarce la sediul companiei sale, soldatului i se spune că războiul s-a încheiat cu patru ore mai devreme.
Al Doilea Război Mondial: în noiembrie 1942, soldatul american, acum sergent în „Big Red One”, își conduce echipa de infanteriști prin Africa de Nord; ei sunt inițial atacați cu mitraliera grea de un general francez al regimului de la Vichy, care este apoi copleșit de trupele sale franceze, care sunt loiale Franței Libere. În următorii doi ani, echipa face parte din invazia aliată a Siciliei, unde li se oferă informații despre locul unde se află un tanc greu Tiger I și, după ce îl distrug, li se oferă hrană de către femei siciliene recunoscătoare; urmează aterizarea pe plaja Omaha la începutul campaniei din Normandia; eliberarea Franței, unde se luptă cu germanii într-un azil de nebuni și invazia Germaniei de Vest. Omologul sergentului din armata germană, Schroeder, participă la multe dintre aceste bătălii și, în momente diferite, atât el, cât și sergentul exprimă același sentiment că soldații sunt ucigași, dar nu criminali, deși Schroeder manifestă și o loialitate nemiloasă față de Hitler și Germania Nazistă.
În timpul înaintării prin nordul Franței, echipa americană traversează fostul câmp de luptă din Primul Război Mondial unde sergentul l-a ucis pe germanul care se preda, acum aici se află un memorial al războiului anterior cu aceleași nume. Schroeder și-a presărat propriii oameni vii printre morții germani dintr-o bătălie recentă din acest loc, dar sergentul simte o capcană și verifică cadavrele dintr-un tanc ars. Observând că tresele de pe uniformele germane nu sunt la fel, el ucide în tăcere germanii vii din tanc. Falsificând ordinele comandantului său la radio, sergentul începe să-și ducă oamenii mai departe, spunându-le în liniște că sunt germani în viață. Unul dintre noii săi recruți vede o mișcare germană și îl împușcă, declanșând o încăierare în care americanii îi elimină pe germani suferind doar răni minore în propriile rânduri. În timp ce echipa sergentului își tratează răniții, un cuplu francez sosește cu o motocicletă. Soțul moare din cauza rănilor anterioare, dar nu înainte de a-l implora pe sergent să-i ajute soția însărcinată. Echipa curăță tancul și duc acolo femeia, care este în travaliu. După o serie oarecum comică de încercări de a ajuta mama să nască, se naște un copil. Schroeder profită de toată această emoție pentru a se strecura nevătămat.
Ultima acțiune a echipei în război este eliberarea lagărului de concentrare Falkenau (Sokolov) din Cehoslovacia, timp în care soldații americani sunt șocați de ceea ce s-a întâmplat. Sergentul se împrietenește cu un băiat pe care îl găsește în lagărul de concentrare, dar băiatul moare în aceeași după-amiază. La scurt timp după aceasta, sergentul se află într-o pădure noaptea când Schroeder se apropie de el, încercând să se predea. Sergentul îl înjunghie pe Schroeder și apoi sosește echipa lui și îl informează că războiul din Europa s-a încheiat cu patru ore mai devreme. De data aceasta, în timp ce echipa pleacă, soldatul Griff observă că Schroeder este încă în viață; sergentul și oamenii săi încearcă frenetic să-i salveze viața în timp ce se întorc în tabăra lor. Soldatul Zab, în fundal, remarcă că el și colegii săi americani au mai multe în comun cu acest soldat nazist, pentru că toți au trecut prin război și au supraviețuit, decât cu toți soldații alături de care au luptat, dar care sunt morți.

## Distribuție
- Lee Marvin ... the Sergeant
- Mark Hamill ... Private Griff
- Robert Carradine⁠(d) ... Private Zab
- Bobby Di Cicco⁠(d) ... Private Vinci
- Kelly Ward⁠(d) ... Private Johnson
- Siegfried Rauch⁠(d) ... Feldwebel Schroeder
- Marthe Villalonga⁠(d) ... Madame Marbaise
- Stéphane Audran ... Walloon fighter
- Perry Lang⁠(d) ... Private Kaiser
- Matteo Zoffoli ... Matteo

## Producție
Warner Bros. a fost interesat să filmeze Marele Unu Roșu la sfârșitul anilor 1950, trimițându-l pe Fuller într-o călătorie în Europa pentru a găsi locuri de filmat. Fuller a regizat Comandourile lui Merrill⁠(d) ca un test al filmului (dry run). Când Fuller s-a certat cu Jack L. Warner și studioul său în privința reducerilor pe care le-au făcut pentru Comandourile lui Merrill, planurile pentru Marele Unu Roșu au fost abandonate.
\\\\\\\\\\\\\\
În primele etape ale proiectului, la îndemnul lui Jack L. Warner, John Wayne a fost selectat să joace rolul sergentului, dar Fuller a considerat că nu este potrivit pentru acest rol.
Peter Bogdanovich a ajutat la montarea filmului la Paramount Pictures, care l-a plătit pe Fuller să scrie un scenariu. Totuși, când șeful Paramount, Frank Yablans, a părăsit studioul, proiectul a fost pus în așteptare. S-a mutat ulterior la Lorimar⁠(d) cu Bogdanovich pentru a produce (se spune că Fuller a vrut ca el să joace rolul lui Robert Carradine⁠(d)), dar apoi Bogdanovich s-a retras și l-a adus pe Gene Corman⁠(d) ca producător. 
Majoritatea filmărilor au avut loc in Israel.

### Reconstrucția
Versiunea restaurată, denumită „Reconstrucția” și finalizată în 2004, adaugă 47 de minute la durata filmului, aducându-l mult mai aproape de forma pe care și-a imaginat-o Fuller înainte ca studioul să facă modificări. Criticul de film Richard Schickel⁠(d) — care a lăudat versiunea din 1980 în Time când a fost lansată - a fost la conducerea echipei de restaurare, care s-a bazat pe localizarea imaginilor despre care s-a presupus că sunt ascunse în seiful Warner Bros. din Kansas City. A fost ajutat de editorul Bryan McKenzie și Bogdanovich. 

## Lansare
Filmul a fost înscris la Festivalul de Film de la Cannes din 1980.

### Recepție critică
Site-ul web Rotten Tomatoes a raportat un rating de aprobare de 90%, cu o evaluare medie de 7,8/10, pe baza a 48 de recenzii. Pentru tăierea „The Reconstruction”, Metacritic a acordat un scor de 77 din 100, pe baza a 19 critici, indicând „recenzii favorabile în general”.
În noiembrie 2004, Roger Ebert a acordat filmului patru stele din patru și l-a adăugat în lista sa cu cele „mai bune filme”.
Marele Unu Roșu ocupă locul 483 în lista din 2008 a revistei Empire cu cele mai bune 500 de filme din toate timpurile.
Terry Lawson de la Detroit Free Press l-a numit cel mai bun film de război din toate timpurile. 